# 위키스급 구축함

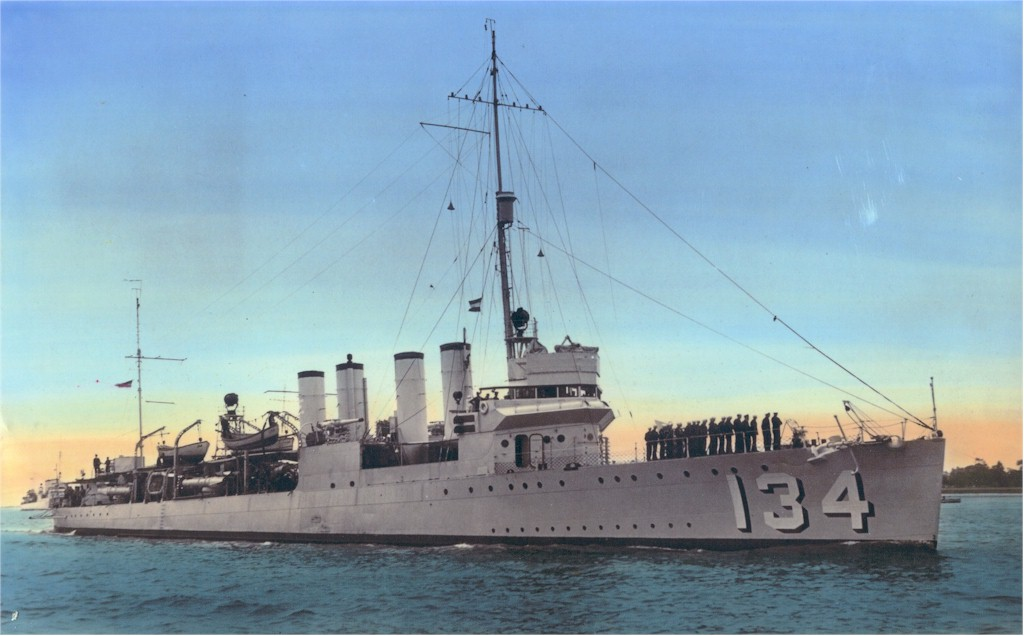
위키스급 구축함

위키스급 구축함(Wickes-class destroyer)은 1917~1919년에 미국 해군이 제작한 구축함 111척 중 하나이다. 이전의 콜드웰급 구축함 6척과 후속 클렘슨급 구축함 156척과 함께 "플러시 데크" 또는 "4중 구축함" 유형으로 분류되었다. 동급의 1번함인 USS 위키스를 포함하여 제1차 세계 대전에 참전할 수 있도록 제 시간에 맞춰 완성된 선박은 소수에 불과하다.
일부는 1930년대에 폐기되었지만 나머지는 제2차 세계 대전 내내 사용되었다. 이들 중 대부분은 다른 용도로 전환되었다. 미국 군의 거의 모든 부대는 연료와 범위를 늘리거나 병력을 수용하기 위해 보일러의 절반과 하나 이상의 스택을 제거했다. 다른 것들은 영국 왕립 해군과 캐나다 왕립 해군으로 이관되었으며, 그 중 일부는 나중에 소련 해군으로 이관되었다. 제2차 세계 대전 이후 몇 년 안에 모두 폐기되었다.

## 관련 문헌
- Campbell, John (1985). 《Naval Weapons of World War Two》. Naval Institute Press. ISBN 0-87021-459-4.
- Friedman, Norman (2004). 《US Destroyers: An Illustrated Design History》 Revis판. Annapolis: Naval Institute Press. ISBN 1-55750-442-3.
- Gardiner, Robert, Conway's All the World's Fighting Ships 1906-1921, London: Conway Maritime Press, 1985. ISBN 0-85177-245-5.
- Gardiner, Robert and Chesneau, Roger, Conway's All the World's Fighting Ships 1922-1946, London: Conway Maritime Press, 1980. ISBN 0-83170-303-2.
- Morison, Samuel Eliot (1962). 《History of United States Naval Operations in World War II, Supplement and General Index》. Little, Brown and Company.
- Silverstone, Paul H. (1970). 《U.S. Warships of World War I》. Ian Allan.
- Silverstone, Paul H. (1968). 《U.S. Warships of World War II》. Doubleday and Company.